# 2371 Dimitrov
2371 Dimitrov è un asteroide della fascia principale. Scoperto nel 1975, presenta un'orbita caratterizzata da un semiasse maggiore pari a 2,4407961 UA e da un'eccentricità di 0,0130428, inclinata di 1,77910° rispetto all'eclittica.